# Un lieu incertain
Pour le téléfilm, voir Un lieu incertain (téléfilm).
Un lieu incertain est un roman policier de Fred Vargas, publié en juin 2008 aux éditions Viviane Hamy. Il s'agit du sixième roman mettant en scène le commissaire Jean-Baptiste Adamsberg et son adjoint Danglard, dans une intrigue qui se déroule à Londres, à Paris  et en Serbie.

## Résumé
En voyage à Londres pour un colloque réunissant des policiers, le commissaire Jean-Baptiste Adamsberg, ses collaborateurs Danglard et Estalère et un homologue anglais découvrent, déposées à l'entrée du cimetière de Highgate, des chaussures... avec des pieds coupés à l'intérieur.
A leur retour à Paris un horrible assassinat les attend : celui d'un homme riche et solitaire dont le corps a été littéralement pulvérisé ; certains membres et organes ont été réduits en bouillie et les éléments du corps répartis partout sur les lieux du crime. Suspects : le fils renié dès sa naissance, le jardinier à qui la victime a tout légué, une famille qui chercherait à se venger du responsable de la mort d'un peintre...
Cet assassinat aurait-il un lien avec l'affaire des chaussures de Highgate ? Et quelle est cette étrange inscription en lettres cyrilliques que la victime destinait à une femme allemande ?
Plus l'enquête avance et plus quelqu'un semble déterminé à faire plonger Adamsberg en le confrontant à ses pires démons.

## Éditions
Édition originale
- Fred Vargas, Un lieu incertain, Paris, éd. Viviane Hamy, coll. « Chemins nocturnes », 21 juin 2008, 384 p., 20 cm (ISBN 978-2-87858-285-7, BNF 41494244)

Édition en gros caractères
- Fred Vargas, Un lieu incertain, Versailles, éd. Feryane, coll. « Policier », septembre 2008, 488 p., 24 cm (ISBN 978-2-84011-863-3, BNF 41443369)

Édition au format de poche
- Fred Vargas, Un lieu incertain, Paris, éd. J'ai lu, coll. « J'ai lu. Policier » (no 9392), 13 octobre 2010, 381 p., 18 cm (ISBN 978-2-290-02350-1, BNF 42300988)

Livre audio
- Fred Vargas, Un lieu incertain, Paris, éd. Audiolib, 13 février 2013 (ISBN 978-2-35641-562-2, BNF 43532776)Texte intégral ; narrateur : Thierry Janssen ; support : 2 disques compacts audio MP3 ; durée : 11 h environ ; référence éditeur : Audiolib 25 0655 8.

## Adaptation à la télévision
- 2010 : Un lieu incertain, téléfilm français réalisé par Josée Dayan, d'après le roman éponyme de Fred Vargas, avec Jean-Hugues Anglade, Hélène Fillières, Charlotte Rampling et Pascal Greggory